# Hildenborough
Hildenborough is een civil parish in het bestuurlijke gebied Tonbridge & Malling, in het Engelse graafschap Kent. De plaats telt 4954 inwoners.